# Euphrasia gratiosa
Euphrasia gratiosa är en snyltrotsväxtart som beskrevs av Knud Jørgen Frederik Wiinstedt. Euphrasia gratiosa ingår i släktet ögontröster, och familjen snyltrotsväxter. Inga underarter finns listade i Catalogue of Life.